# Сан Кандидо (Алесандрија)
Сан Кандидо је насеље у Италији у округу Алесандрија, региону Пијемонт.
Према процени из 2011. у насељу је живело 194 становника. Насеље се налази на надморској висини од 218 м.